# Laraesima albosignata
Laraesima albosignata là một loài bọ cánh cứng trong họ Cerambycidae.